# Бедната госпожица Лимантур
„Бедната госпожица Лимантур“ (на испански: Pobre señorita Limantour) е мексиканска теленовела от 1987 г., създадена от Инес Родена, режисирана от Педро Дамян, и продуцирана от Карла Естрада за Телевиса.
В главните роли са Виктор Камара и Офелия Кано, а в отрицателните – Урсула Пратс, Мануел Савал и Хулиета Егурола. Специално участие вземат първите актриси Силвия Дербес, Беатрис Шеридан и Алисия Родригес. Дебют в мексиканските теленовели на Талия.

## Сюжет
Рехина Лимантур е честна млада жена, която живее с леля си Бернарда и сестра си Дорис. Бернарда е жестока жена, която се забавлява като унижава и се подиграва на Рехина, наричайки я „Бедната госпожица Лимантур“. Рехина започва работа като медицинска сестра. В болницата тя се запознава с д-р Хулио Адриан Монтесинос, богат млад мъж. Двамата се влюбват, въпреки че Хулио Адриан има репутацията на безотговорен мъж и женкар. Любовта им ще се сблъска с много препятствия, най-голямото от тях се нарича Грета Торебланка, безскрупулна жена, която е обсебена от Хулио Адриан и ще направи всичко, само за да го отдели от Рехина. Към този любовен триъгълник се присъединява и Армандо, млад лекар, който се влюбва искрено в Рехина и ще се бори за любовта ѝ, защото вярва, че Хулио Адриан не я заслужава заради лошата му репутация.

## Актьори
Част от актьорския състав:
- Офелия Кано – Рехина Карбонел Лимантур
- Виктор Камара – Луис Едуардо Сан Роман
- Урсула Пратс – Дебора Торебланка Алкон
- Талия – Дина
- Роберто Баястерос – Херман Карбонел Лимантур
- Алисия Родригес – Соледад
- Силвия Дербес – Пастора
- Беатрис Шеридан – Бернарда
- Ана Берта Еспин
- Аурора Молина – Пилар
- Густаво Рохо
- Патси – Дорис
- Мече Барба
- Мануел Савал – Армандо Переа
- Барбара Хил
- Кета Лават
- Хулиета Егурола – Антониета Алтамар Бараган вдовица Де Кастийо / Флора Алтамар Бараган
- Ана Луиса Пелуфо – Мариана Алкон вдовица де Торебланка
- Ана Мария Агире
- Рикардо Вера
- Хорхе Поса

## Премиера
Премиерата на Бедната госпожица Лимантур е на 25 март 1987 г. по Canal de las Estrellas. Последният 150. епизод е излъчен на 23 октомври 1987 г.

## Награди и номинации
Награди TVyNovelas (Мексико) 1988
| Категория                            | Номиниран(а) | Резултат   |
| ------------------------------------ | ------------ | ---------- |
| Най-добра актриса в отрицателна роля | Урсула Пратс | Номинирана |

## Адаптации
- Бедната госпожица Лимантур е римейк на венецуелската теленовела Regina Carbonell, продуцирана за RCTV през 1972 г., с участието на Дорис Уелс и Раул Амундарай.
- През 2005 г. е създадена мексиканската адаптацията Любовта няма цена, продуцирана от Fonovideo-Miami, с участието на Сусана Гонсалес и Виктор Нориега. (Сюжетът се слива с този от El precio de un hombre от Каридад Браво Адамс).